# 裸のラリーズ
裸のラリーズ（はだかのラリーズ）は、ヴォーカル、ギターの水谷孝を中心に、1960年代から1990年代にかけて活躍した、日本のバンド。

## 概要
日本国外ではフランス語（風）のLes Rallizes Dénudés（レ・ラリーズ・デニュデ）という名前で主に知られている。なお、フランス語にはrallizesという語はなく、rallizesとは英語のrallyの複数形であるralliesをフランス語風につづったものであると思われる（実際にはrallisesとつづる方がフランス語的である）。
山口冨士夫（元村八分、後にティアドロップスを結成）、久保田麻琴、高橋ヨーカイ、三浦真樹などが一時在籍。結成時のメンバーには、後によど号ハイジャック事件に加わった若林盛亮もいた。裸のラリーズの活動は1990年代中頃のライヴ以降休止状態である。水谷自身が公に語った言葉が少なく、活動期間もアンダーグラウンドかつ断続的であるため、裸のラリーズに関する情報には未知の部分が非常に多い。そうした不可避の不明瞭さが偶発的にバンドの伝説化・神格化に拍車をかけたとみることもできる。ただし、こうした状況に関して、ある時期以降は水谷が自ら情報や音源の流布に制限を掛け、神格化を自己演出したとの批判もある。（実際に後述の3枚の公式盤CDは、発売当時予約しても手に入らないほどの極小枚数しか生産されず即完売した。にもかかわらず水谷は追加発注による再プレスを拒み、再発を一切拒んでいた。また後述の山口冨士夫のスタジオレコーディングに関しても、水谷が強固に発売を拒否したという。後年、山口は「水谷は公式な音源を残したくないようだった」と語っており、そういった姿勢が袂を分かった一つの理由だったとしている。）
裸のラリーズと言えば、水谷のフィードバック奏法による常軌を逸した大音量のノイズで知られている。ギターアンプから発せられる嵐のようなフィードバック・ノイズは、ソニック・ユースによってノイズ・ロックがオーヴァーグラウンドに定着した現在に至っても、また「ジャパノイズ」の盛んな日本の地下音楽シーン史上においても強烈なものとして認知されている。また、裸のラリーズに関してはその圧倒的なノイズのみに関心が向かいがちであるが、1970年代初頭のフォーク風の水谷の歌もある（ただし、ライヴでは激しい轟音と音割れ、エコーにより水谷が何と歌っているのか判別しにくい）。
まとまった音源は長らく、1991年頃にリリースされ、すでに廃盤となっていた3枚の公式盤CDと1本のライブ映像作品程度であったことから、それらがインターネットオークションで時折出品され定価の10倍を超える高額で落札されていた。容易に入手可能な範囲で裸のラリーズの音楽を知る方法は、彼らの曲を含むオムニバス盤を入手するか、あるいはブートレグを入手するしかなかった。ただし裸のラリーズのブートレグは相当数が出回っていた上、一般的なアーティストのブートレグと異なり入手は極めて容易であった（ブートレグはその製品の性質上、それらを扱う専門店や店舗の片隅にひっそりと置かれて販売されるのが常なのだが、裸のラリーズのブートレグは堂々と販売され、実際に大手通販サイト等でも購入出来た）。中には極めて音質の良いものや、しっかりとしたライナーノーツ、レコーディングデータ等が付随するものもあり、ファンの間では準公式盤扱いされていた。また海外レーベルからリリースされたブートレグが多いのも特徴の一つであり、一部のアルバムは堂々と「公式盤」と銘打ち販売されていた。（ブートレグについては来歴〈活動停止以降〉でより詳しく述べる。）

## 来歴

### 京都時代（60年代後半 - 70年初頭）
1967年11月、同志社大学の学生だった水谷孝（ギター、ヴォーカル）、中村武志（ギター）、若林盛亮（ベース）の3人で結成。若林の脱退と前後してドラムの加藤隆史が加わったという。翌1968年からコンサート活動を開始。ほぼ同時に演出家・劇作家の小松辰男が主催する劇団「現代劇場」と関わり、演奏と上演の合体、相克を直に伝えるような壮絶な公演を行ったとされる。1969年4月には京都大学のバリケードの中で行われたイベント「バリケード・ア・ゴーゴー」に出演、また現代劇場の関連団体、モダン・アート・ソサエティの協力を得て「冤罪符としてのリサイタル」と題されたコンサートを4月と10月に敢行した。後者の告知のチラシには「話題のラディカル・ミュージック、黒のジプシー・バンド〈水谷孝と裸のラリーズ〉」という見出しが掲載され、彼らの音楽が当時の全共闘運動などに表出された学生たちの心情的ラディカリズムと強く共鳴するものだったことを伝えている。この時期の演奏は後にアルバム『'67-'69 STUDIO et LIVE』に収録され、騒音的なバンド・アンサンブルと象徴詩風のほの暗い歌からなる両極の音楽世界を窺い知る事が出来る。
バンドのメンバーは水谷を除くと流動的ともいえ、1969年4月のリサイタルのチラシには水谷、加藤、多田孝司、昆野正紀、10月のリサイタルのチラシでは水谷、多田、松本務という名前が記されている。そして同年秋に水谷、加藤、多田の3人で行ったライヴが「京都版ラリーズ」の最後の演奏だったという。
1970年前半頃に、水谷、牧野忠央、久保田麻琴という3人でレコーディングと数回のライヴを行った。後のアルバム『MIZUTANI -Les Rallizes Denudes-』に収められた5曲のスタジオ録音、1曲のライヴ録音はその時のもので、これらはソロ名義による活動/作品として「Mizutani '70 STUDIO & LIVE」とクレジットされている。

### 東京時代（70年代）
1970年の後半、水谷は東京に移り、長田幹夫（ベース） 、正田俊一郎（ドラムス）と「東京版ラリーズ」を編成。1971年には久保田麻琴
がサポート的に参加し、「精進湖ロックシーン」などのイベントへの出演を行ったという。1972年にはギターの中村が復帰。また、この年の6月に開店した吉祥寺のロック・ハウス"OZ"が裸のラリーズの出演をブッキングし、同店の主催で裸のラリーズのホール・コンサートが企画されるなど、バンドへのバックアップがなされてくる。 "OZ"は1973年9月には閉店するが、店のスタッフがバンドのマネジメントを務め、裸のラリーズを始め同店に縁のあるアーティストを集めた「OZ YAA HOUSE」（1974年4月、福生市民会館）などのコンサートを企画運営した。なお、"OZ"は閉店の直後、オムニバスの2枚組LP『OZ DAYS LIVE』を製作し、第4面に裸のラリーズのライン録りのテイクが4曲収録された。その中には、彼らに特有のものとされるサイケデリックな爆音のロックを、この頃から展開し始める事を窺わせるナンバーも含まれている。
70年代半ばにはいわゆるメジャーへの参入を目的としないアーティストたちによるコンサート、ヒッピー系の人脈によって企画されたイベントなどに参加し、また都内に開店し始めたライヴ・ハウスで主に単独の公演を行っている。1976年には、音楽評論家の間章の仲介によりイギリスのヴァージン・レコードからアルバムを出すというプランが組まれ、都内のスタジオでレコーディングが行われたが実現には至らなかったという。この頃、メンバーはドラムは正田から高橋シメ、さらに三巻俊郎へと代わり、ベースは長田から楢崎裕史（ヒロシ）に代わった。後にアルバム『'77 LIVE』に収められることとなる1977年3月、立川でのパフォーマンスは、この水谷、中村、楢崎、三巻という顔ぶれによるものである。1978年11月のコンサートからはギターの中村が抜け、ベースに三巻、ドラムは野間幸道に交代。更に翌1979年にはベースに"OZ"のエンジニアだったDoroncoが加入。三巻はギターに転向後、同年末に脱退。

### 80年代以降
1980年8月に元・村八分のギタリスト、山口冨士夫が加入。またスタジオでレコーディング（公表されずに終わる）も行った。その時のメンバーは水谷、山口、野間、Doroncoという編成。この4人による裸のラリーズは雑誌メディアなどからも注目され、当時のパンク/ニューウェーヴの、よりアンダーグラウンドなアーティストたちとのイメージ的な親近性を得る中で、裸のラリーズが現役最年長のアンダーグラウンド・ロック・バンドとして認められていたことが、そこでの記事からは窺い知れる。山口は1981年の3月まで在籍した。
1981年の後半からは水谷、Doronco、野間に時折サポートを加える形が取られていた。1983年11月にはベースが大岩勝に、その1年後には高橋ヨーカイに交代するなど編成が流動的になるが、この時期の彼らは記録として残ったものを見る限り、1988年の夏を最後に水谷が渡仏するまでコンスタントにライヴ活動を行っていた事が分かる。ただし80年代において、裸のラリーズは既に伝説的存在として扱われてもいた。この時代、日本のロックは全般的にメジャー化し、裸のラリーズとイメージ的な親近性を持っていたアンダーグラウンドなシーンも変質を余儀なくされる。そういった状況に対して、裸のラリーズは超然と変わらぬ姿勢を保持していたが、同時にそれはこのバンドが水谷孝主導のユニットという在り様より色濃くしていた。また80年代半ばには音楽評論家の阿木譲を介してレコーディングが計画されたが頓挫したという。
水谷がフランス滞在中の1991年8月、初の公式アルバム『'67-'69 STUDIO et LIVE』『MIZUTANI -Les Rallizes Denudes』『'77 LIVE』の3作がCDでリリースされる。また、このリリースに関して、湯浅学氏がファクスを使っての質疑応答に成功し、その模様が「ミュージック・マガジン」1991年11月号掲載される。水谷自身が取材に応じることは滅多になく、これほどの分量の物はおそらくこれが唯一である。『MIZUTANI -Les Rallizes Denudes』については後述する「レコード・コレクターズ」2022年1月号の久保田麻琴へのインタビューで「とりあえずデモみたいな感じで録音した」と明らかにされている。そして、1992年9月には初のビデオ『Les Rallizes Denudes』をリリース。そして、1993年2月には5年ぶりにコンサートを行ったが、以前に比べて散発的で、1994年に2回、1995年、1996年に1回行ったのみとなった。そして、水谷の公式の記録としての最後の演奏は1997年11月、サックスのアーサー・ドイル、ドラムの豊住芳三郎とのセッションとされている。以降、活動を停止した。

### 活動停止以降
2000年頃より、インターネットオークションにて、disaster009の名義で（途中より、自称｢娘｣に管理が委託される）、CD-R10枚組の音源が出品される（当時、1セット10万円という非常に高価な物であった）。未発表の音源が大量発掘されたことや比較的音質が良かったこともあり（これ以前もブートレグや個人録音の音源などが出回ってはいたが、量、音質ともにこれほどの物はなかった）、ファンの間では大きな話題となる。その後、売れ行きが良かったのか、何度か再出品され、さらに別の音源も出品された。最終的に、7セットが確認されている（つまり、CD-R70枚分）。これらはファンの間では「D音源」と呼ばれている。出自については不明だが、disaster009氏自身は、「ラリーズに関係した物として、封印されていたオープンリール音源をラリーズフリークに解放したい」と語っており、自身が裸のラリーズ関係者であるとしている。もっとも、ファンの間ではこの声を疑問視する向きもある。
2001年頃より、Univiveと言うレーベルから、高音質の未発表音源が断続的にリリースされる。レーベル自体は正体不明だが、海外のサイトなどによると日本で生産された物とされている。内容は一部、前述の「D音源」と重複するが、音質はこちらの方が良い（実際、ライナーノーツに同じマスターテープを使用していることやリミックスにより音質が向上していると明記されている）。また、一部の音源に関してはそれまで全く出回ったことのないものであったという。こちらの音源の出自に関しても、極めて珍しい音源が含まれていたことやその音質の良さなどから、水谷本人が関わっているのではないかと噂されていた。またこれらに作品に関しては、公式版ではないが、ブートレグとも言い切れないという非常に曖昧な位置づけとなっていた。（後に、晩年の水谷から連絡を受けていた久保田麻琴により、水谷自身のブートレグへの関与は一切否定された。）
「D音源｣とUniviveの音源が出回って以降、すさまじい数のブートレグ（と思われる物、とわざわざ断る理由は後述）が出回るようになる。それらの大半は「D音源｣とUniviveの音源を基にした物で、中にはコピーのコピーのコピーであったり、既出音源をただただ切り貼りしただけの粗悪品も多く含まれている（そうした物の多くは音質の劣化も著しい）。ただし、中にはごくまれに全く未発表と思われる音源がリリースされたこともあり、状況は混沌としていた。さらにそうした状況をややこしくしていたのは、こうしたブートレグとしか思われない物がなぜか大手インターネット通販サイト等でも平然と売られていたという事実である。一般的な流通状況からは考えにくい事態が起こっていたのは紛れもない事実である。
2015年10月、JOJO広重が自身のブログで、水谷から電話があったことを明かした。前後して、複数の関係者から、水谷は元気であり、裸のラリーズの活動を再開する意志を持っているとの証言が語られたが、その後具体的な動きはなかった。
2020年6月24日、タワーレコードが運営する音楽情報ブログ、「Mikiki」に久保田のインタビュー記事が掲載。この中で、久保田が最近、水谷と電話で語り合ったことを告げている。音楽評論家の松山晋也による取材によって、この「最近」が2019年夏であることが判明。その語り合った内容については、「レコード・コレクターズ」の2022年1月号に記載。「アメリカでラリーズが話題になってる話をして、そこからラリーズの最後かつ最高の作品を出そう」となり、さらにはライブや海外ツアーの話までも出てきた模様。結局2019年の水谷死去によりライブ等は幻になった。
2021年9月2日、高橋ヨーカイが誤嚥性肺炎のため死去。69歳没。

### 水谷孝死去、その後
2021年10月21日、裸のラリーズのオフィシャルサイトが開設された。その中で水谷の名前の下には「1948 - 2019」と、水谷が死去したことを示唆する記載となっていた。松山による取材により、このサイトが公式サイトであること、水谷が2019年暮れに死去していたことが確認された。
2022年4月27日、1973年リリースのオムニバス・アルバム『OZ DAYS LIVE』に、当時収録されていなかった未発表音源をプラスし、久保田麻琴によりオリジナル・アナログテープからリマスターされた、裸のラリーズの単独作品『The OZ Tapes』を2枚組LPとしてリリース。10月12日、1991年リリースの公式アルバム『'67-'69 STUDIO et LIVE』『MIZUTANI -Les Rallizes Denudes』『'77 LIVE』の3作が、同じく久保田麻琴のリマスタリングによりCDで再発（LPは、同年12月7日にリリース）。11月9日、『OZ DAYS LIVE』に各アーティストの未発表音源をプラスした3枚組CD（タージ・マハル旅行団は未収録）と、「OZ」関係者との数時間のインタビューから構成されたオーラル・ヒストリーを含む全100ページにわたる豪華ハードカバー・ブックがセットになったスペシャル・エディション『OZ DAYS LIVE '72-'73 Kichijoji The 50th Anniversary Collection』をリリース。
また海外では、アメリカのTENPORAL　DRIFTというレーベルから上記作品をCDとLPとダウンロード配信でリリースしている。なお、「未発表のカセット音源が大量にある」と水谷本人が生前語っていた。
2023年3月24日、楢崎裕史（燻裕理）が死去。6月28日、1993年2月17日のCLUB CITTA'でのライブ音源を収録した2枚組CD『CITTA' '93』をリリース（LPは3枚組で、同年7月26日にリリース）。11月8日、1993年2月13日の吉祥寺バウスシアターでのライブ音源を収録したCD『BAUS '93』（初回生産盤には同日ライブ映像DVD付）をリリース（LPは2枚組で、同年12月6日にリリース）。12月1日、オリジナル・メンバー中村趫の写真作品と、日・英・仏、3言語による書籍『The Last One〈Poésies : Les Rallizes Dénudés〉裸のラリーズ詩集』（1969年録音「イビスキュスの花」収録CD付）をリリース。
2024年7月17日、山口冨士夫在籍時1980年10月29日の渋谷屋根裏でのライブ音源を収録した2枚組CD、2枚組LP『屋根裏 YaneUra Oct.’80』、12月25日、同じく山口冨士夫在籍時1980年9月11日の渋谷屋根裏でのライブ音源を収録したCD、LP『屋根裏 YaneUra Sept.’80』をリリース。
2025年7月23日、1976年7月30日の京都・拾得でのライブ音源を収録したCD、2枚組LP『拾得 Jittoku ’76』をリリース。

## メンバー
- 水谷孝（ギター、ボーカル） 1967年-2019年　※2019年暮れに死去
- 中村武志（ギター）1978年以降は、ラリーズと一切関わることはなし。 ※1980年代より写真家・中村趫（なかむら きょう）となり活動中
- 若林盛亮（ベース）
- 加藤隆史（ドラムス）
- 多田孝司（ベース）
- 松本務（ドラムス）
- 昆野正紀 (ギター)
- 牧野忠央（ドラムス）
- 久保田麻琴 (ギター)
- 長田幹夫（ベース）
- 正田俊一郎（ドラムス）
- 高橋シメ（ドラムス）
- 三巻俊郎（ドラムス、ベース、ギター） ※2013年1月29日死去
- 楢崎裕史（燻裕理）（ベース） ※2023年3月24日死去
- Doronco（ベース）
- 野間幸道（ドラムス）
- 山口冨士夫（ギター） ※2013年8月14日死去
- 藤井アキラ（サックス、ギター）
- 大岩勝（ベース）
- 高橋ヨーカイ（ベース） ※2021年9月2日死去
- キドコウジ（ドラムス）
- 三浦真樹 (ギター)
- 久下惠生（ドラムス）
- 石井勝彦 (ギター)
- キョウコ (ベース)

## ディスコグラフィー

### 単独作品
- '67-'69 STUDIO et LIVE （1991年8月15日） - オリジナル盤はCDのみで発売、2022年にCD/LP/ダウンロード配信で再発（再発CDは、ボーナストラック2曲を追加。LPは、その2曲が収録時間の関係でカットされ、LP3作同時購入特典12"EPに収録。）
- MIZUTANI -Les Rallizes Denudes- （1991年8月15日） - オリジナル盤はCDのみで発売、2022年にCD/LP/ダウンロード配信で再発（LPは、「黒い悲しみのロマンセ otherwise Fallin' Love With」が収録時間の関係でカットされ、LP3作同時購入特典12"EPに収録。）
- '77 LIVE （1991年8月15日） - オリジナル盤はCDのみで発売、2022年にCD/LP/ダウンロード配信で再発（CDは2枚組、LPは3枚組）、1977年3月12日の立川社会教育会館でのライブ音源を収録
- Les Rallizes Denudes （1992年9月15日） - ライブ映像で構成された映像作品　-VHS
- 黒い悲しみのロマンセ或いは Fallin’ Love With / 永遠に今が （1996年9月） - 7"EP、自費出版雑誌「etcetera vol.2」の付録
- The OZ Tapes （2022年4月27日） - 2枚組LP、1973年発売のオムニバス・アルバム「OZ Days Live」に未発表音源をプラスした単独作品、ダウンロード配信もあり
- Les Rallizes Dénudés（2022年4月21日） - 12"EP、イベント会場限定発売、同音源はCD「OZ DAYS LIVE '72-'73 Kichijoji The 50th Anniversary Collection」にも収録
- 黒い悲しみのロマンセ otherwise Fallin’ Love With / Résonance / Tobacco Road （2022年12月7日） - 12"EP、LP3作同時購入特典、収録時間の関係でLPからカットされた3曲を収録（「MIZUTANI -Les Rallizes Denudes-」の「黒い悲しみのロマンセ otherwise Fallin' Love With」、「'67-'69 STUDIO et LIVE」再発CDのボーナストラック2曲）、海外で単独作品として発売、ダウンロード配信もあり
- CITTA' '93 （2023年6月28日） - 2枚組CD、1993年2月17日のCLUB CITTA'でのライブ音源を収録、LPは3枚組で2023年7月26日発売、ダウンロード配信もあり
- CITTA' '93 Board Mix （2023年7月24日） - カセットテープ、「CITTA' '93」では使用されなかったDATとカセットテープのマスターから「The Last One_1993」「夜より深く」「永遠に今が」の3曲を収録。アルバムではマスター音源の都合でフェイドアウトとなった「永遠に今が」の終盤部分を含む、フルサイズのヴァージョンを聴くことが出来る
- BAUS '93 （2023年11月8日） - CD、1993年2月13日の吉祥寺バウスシアターでのライブ音源を収録（初回生産盤には同日ライブ映像DVD付）、LPは2枚組で2023年12月6日発売、ダウンロード配信もあり
- 屋根裏 YaneUra Oct.’80 （2024年7月17日） - 2枚組CD/2枚組LP、山口冨士夫在籍時1980年10月29日の渋谷屋根裏でのライブ音源を収録、ダウンロード配信もあり
- 屋根裏 YaneUra Sept.’80 （2024年12月25日） - CD/LP、山口冨士夫在籍時1980年9月11日の渋谷屋根裏でのライブ音源を収録、ダウンロード配信もあり
- 拾得 Jittoku ’76 （2025年7月23日） - CD/2枚組LP、1976年7月30日の京都・拾得でのライブ音源を収録、ダウンロード配信もあり

### オムニバス
- OZ DAYS LIVE （1973年8月） - 2枚組LP、A面に都落ち、アシッド・セブン、B面に南正人、C面にタージ・マハル旅行団、D面に裸のラリーズを収録
- Electric Pure Land STARS（2003年12月26日） - CD+DVD
- ラリーズハウス・セッション at 福生 （2004年5月25日） - 2枚組CD、裸のラリーズを1枚目に収録
- HIROSHI：HIROSHI伝説〜where do you come from〜 （2004年5月25日） - CD、裸のラリーズを2曲収録
- 夕焼け祭り BEST（2004年7月23日） - DVD
- UNDERGROUND TRACKS 70'S （2006年3月25日） - CD、裸のラリーズを5曲収録
- Electric Allnight Show 1973.11.3-4 @Saitama Univ. (2008年4月1日） - 2枚組CD、裸のラリーズを2曲収録
- OZ DAYS LIVE '72-'73 Kichijoji The 50th Anniversary Collection （2022年11月9日） - 3枚組CD+BOOK、「OZ DAYS LIVE」に未発表音源をプラス（Disc1に裸のラリーズ、Disc2に裸のラリーズ、南正人、Disc3に都落ち、アシッド・セブンを収録、タージ・マハル旅行団は未収録）ダウンロード配信もありCDと同一音源。

### 書籍
- The Last One〈Poésies : Les Rallizes Dénudés〉裸のラリーズ詩集 （2023年12月1日） - SLOGAN、オリジナル・メンバー中村趫の写真作品と、日・英・仏、3言語による「裸のラリーズの詩」定本。哲学者・市田良彦編集解説。鈴木創士寄稿。1969年録音「イビスキュスの花」収録CD付

### 関連書籍
- etcetera vol.2 （1996年9月） - 自費出版雑誌、裸のラリーズ特集を約30ページ掲載、7"EP「黒い悲しみのロマンセ或いは Fallin’ Love With / 永遠に今が」の付録付
- STUDIO VOICE 2000年3月号 VOL.291 テクノの果てノイズの彼方 （2000年） - INFASパブリケーションズ
- ロック画報 25 特集：裸のラリーズ （2006年9月1日） - ブルース・インターアクションズ